# زاستاوا اسکالا
زاستاوا اسکالا (Zastava Skala) خودرویی است که در سال‌های ۱۵ اکتبر ۱۹۷۱ تا ۲۰ November ۲۰۰۸در صربستان تولید شده است.
این خودرو در کلاس خودرو کامپکت قرار گرفته، است.

## نگارخانه

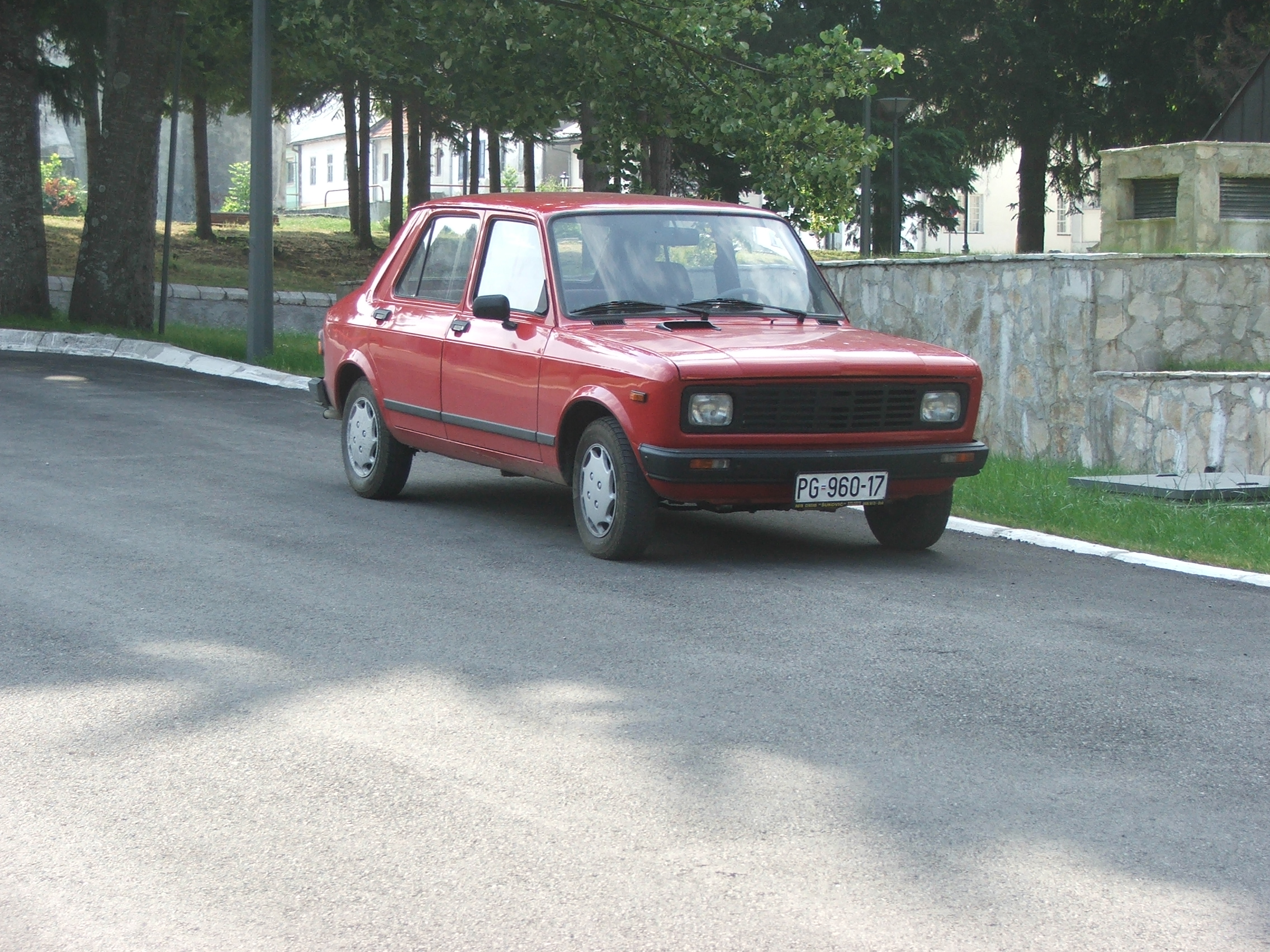
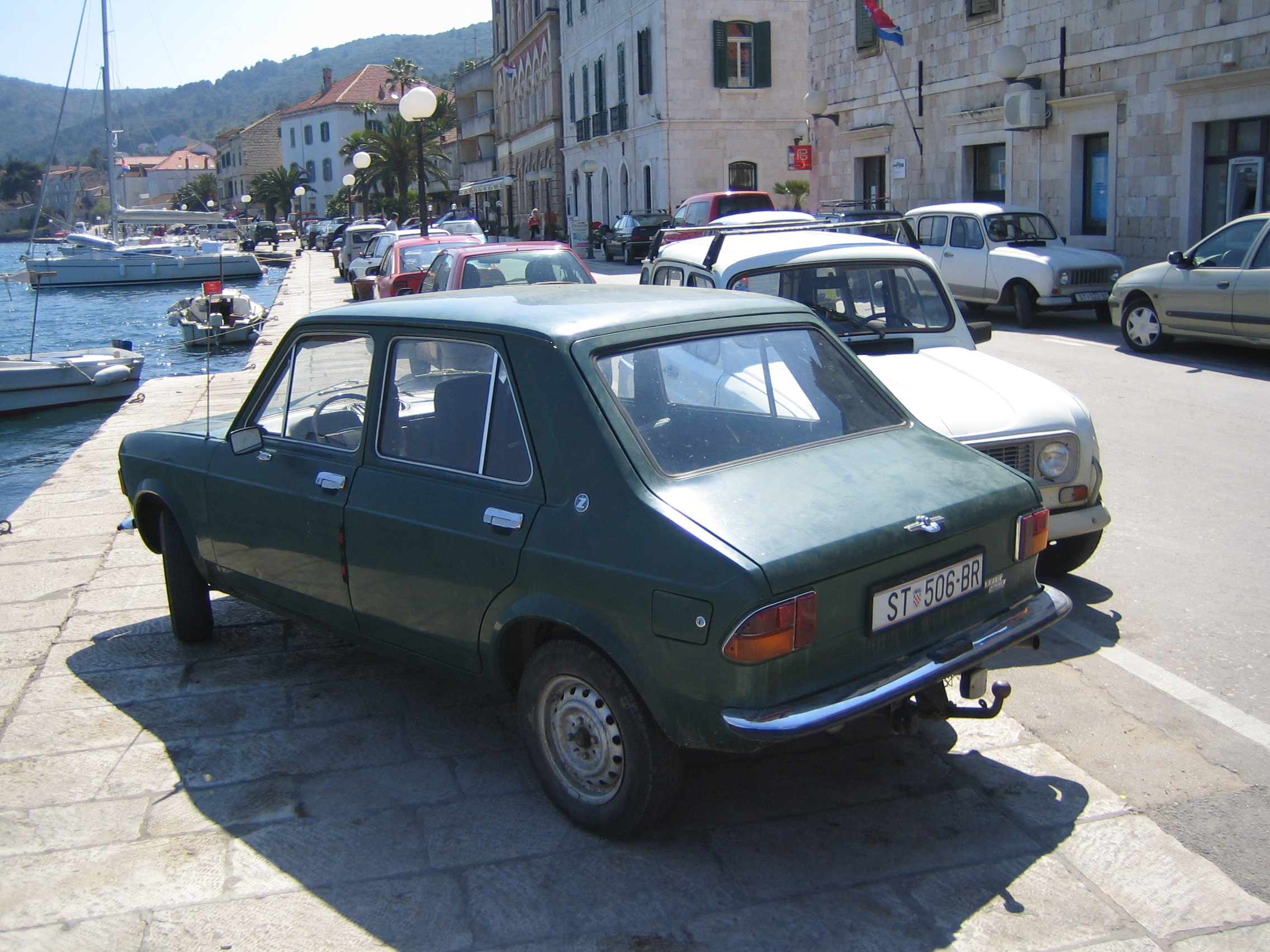
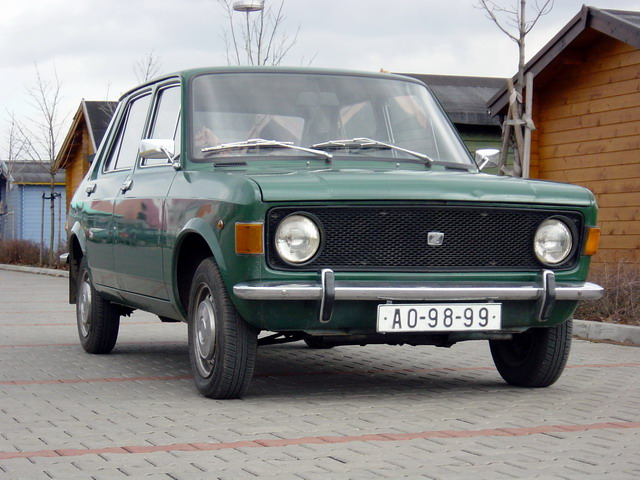
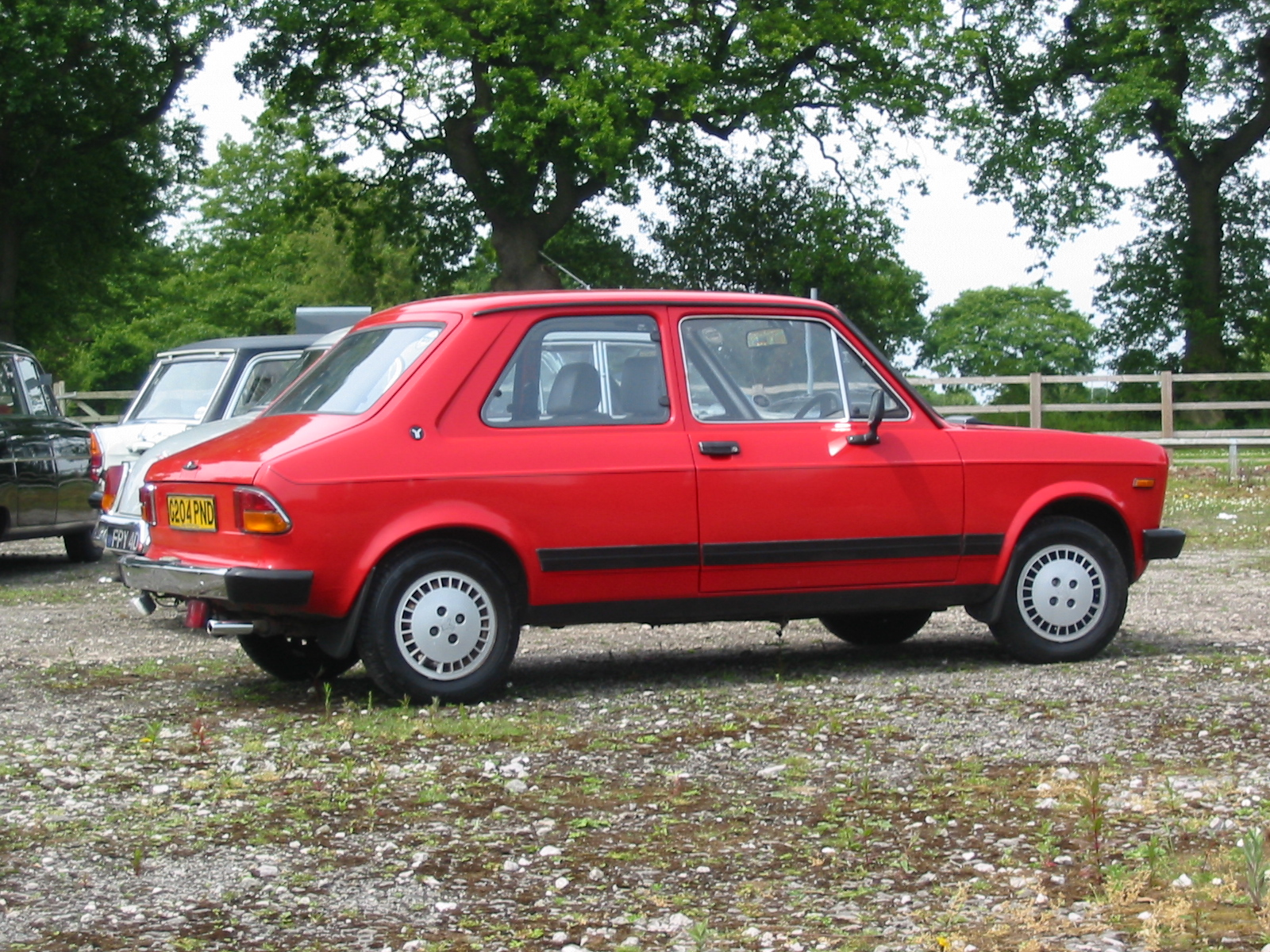
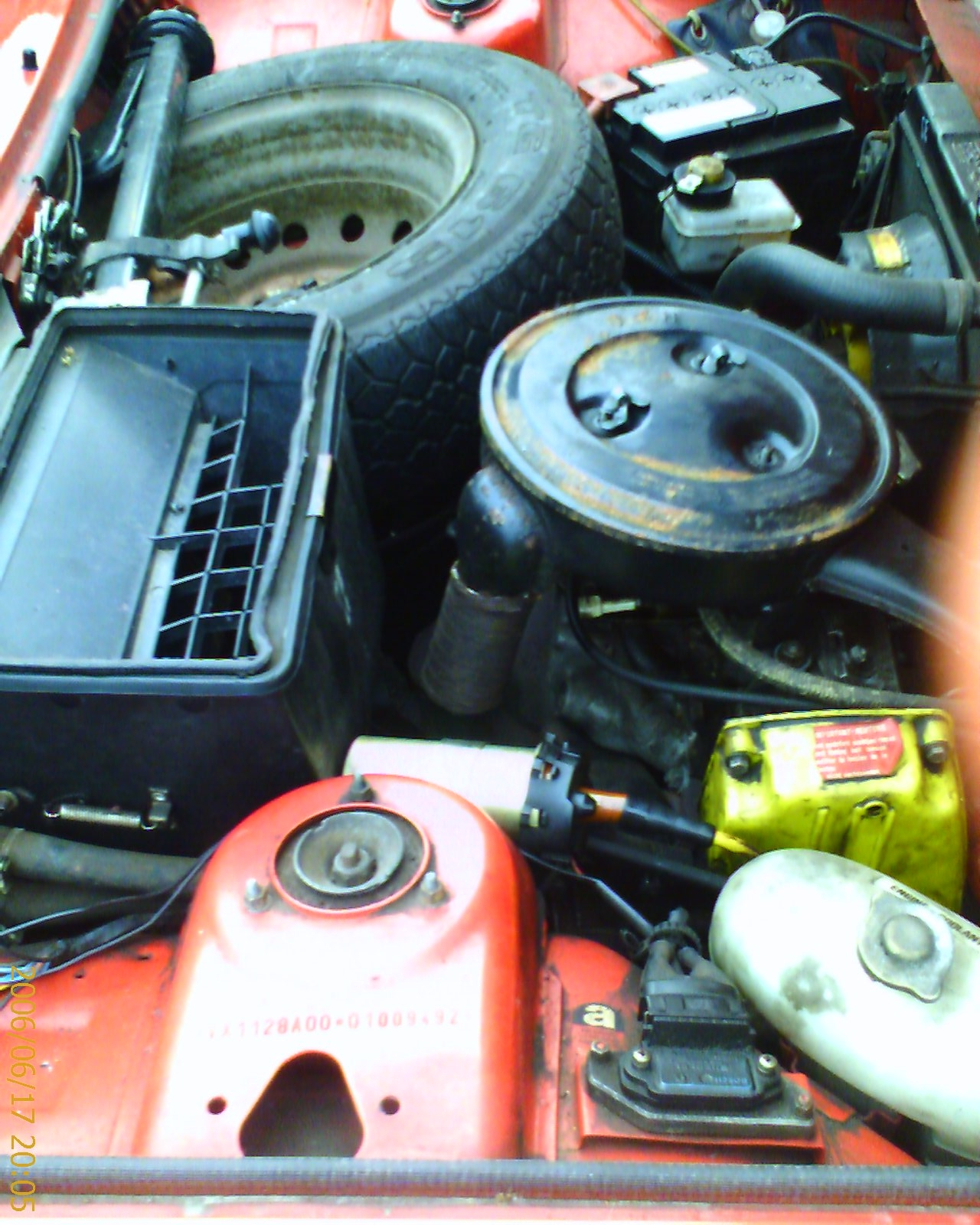
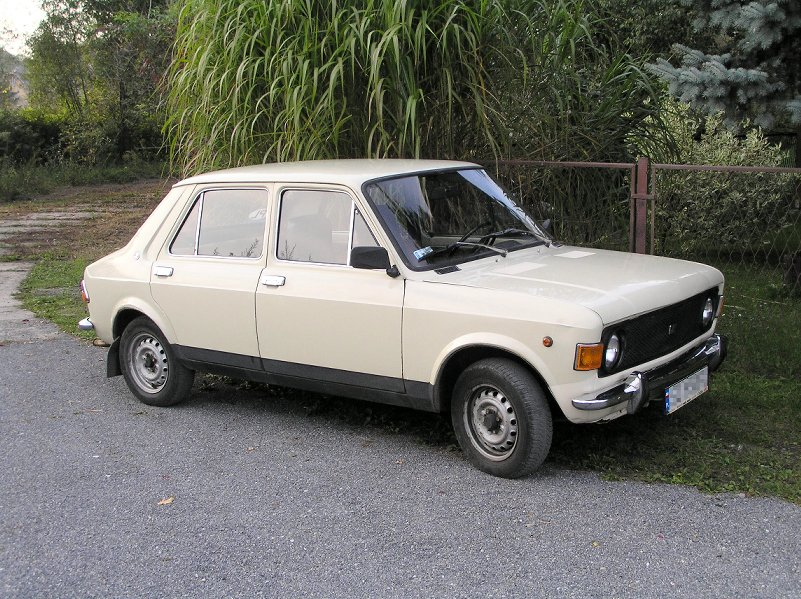
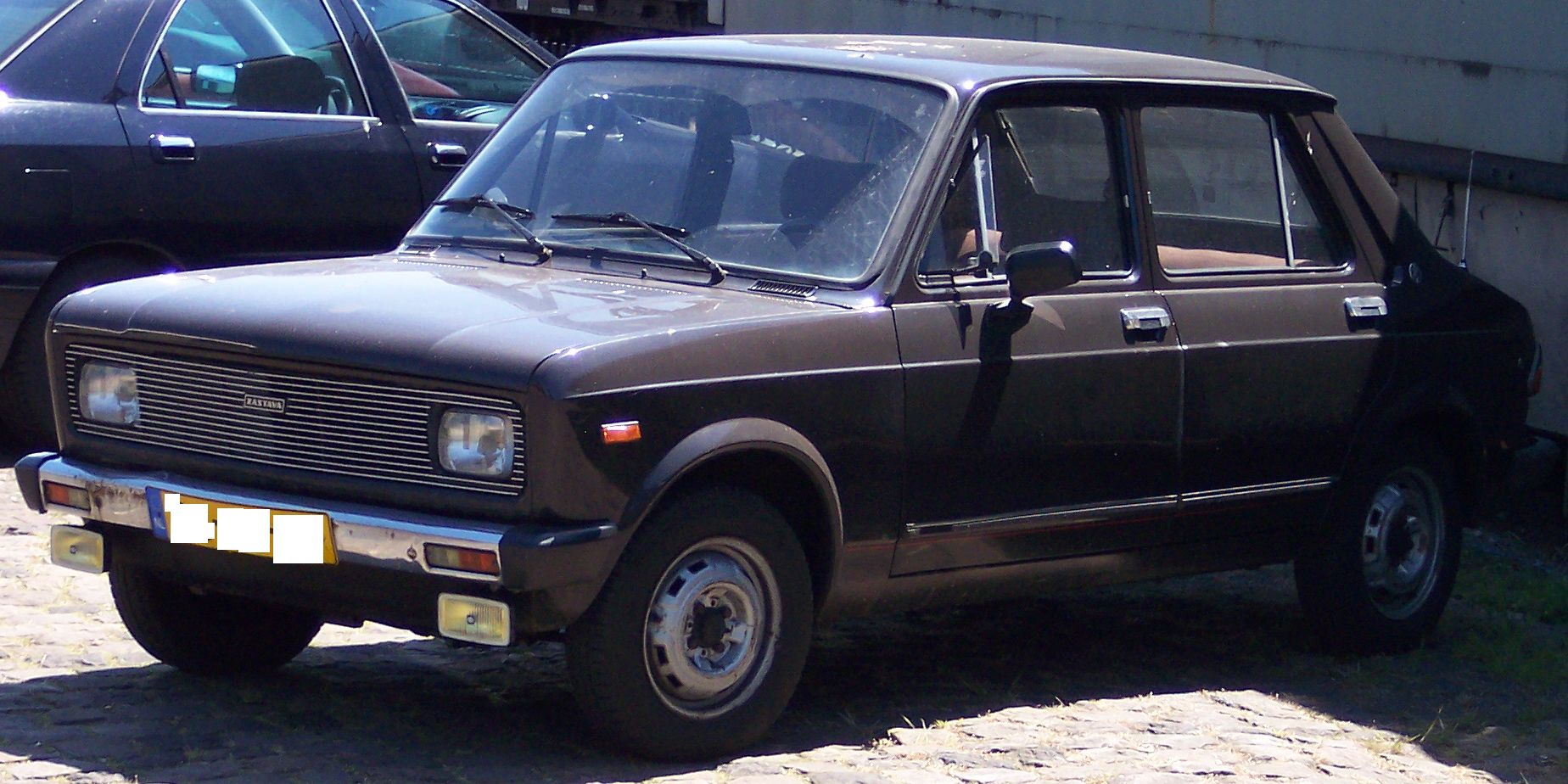
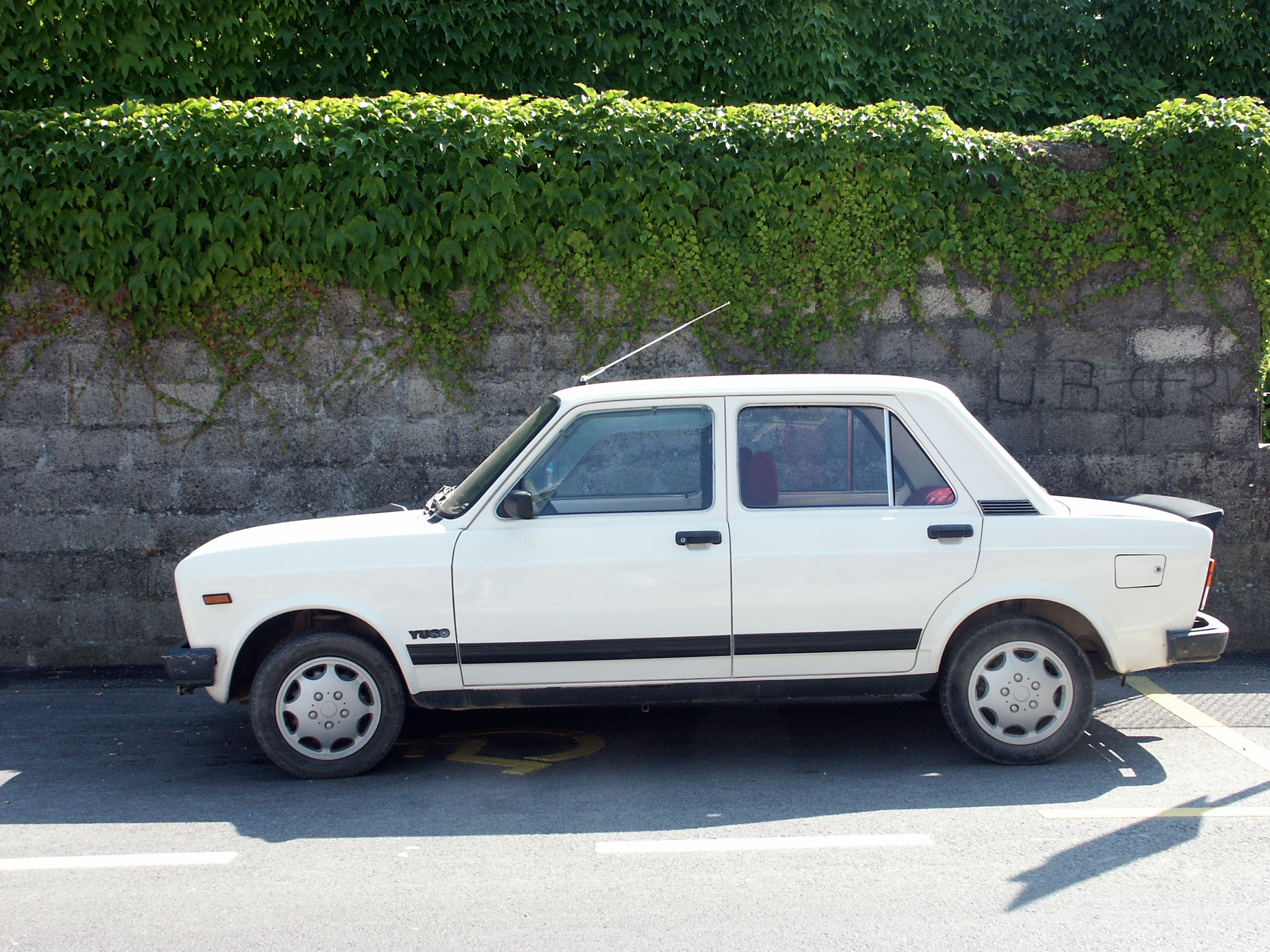
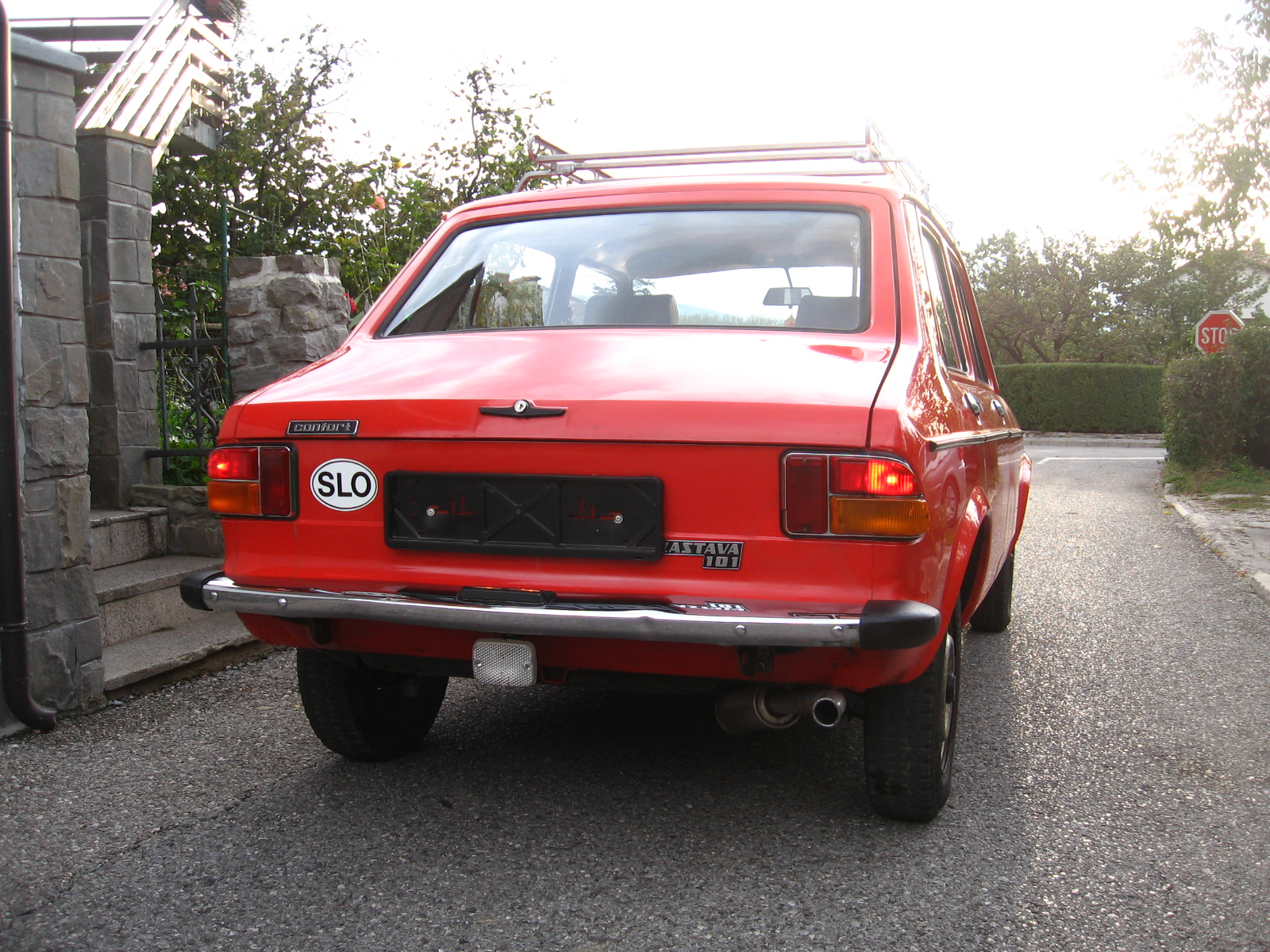